# 루이 파스퇴르 발레리라도

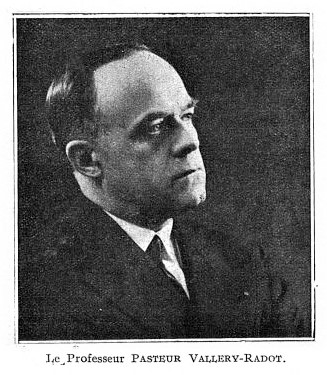
루이 파스퇴르 발레리라도(1940년)

루이 파스퇴르 발레리라도(프랑스어: Louis Pasteur Vallery-Radot, 1886년 5월 3일~1970년 10월 9일)는 프랑스의 생물학자, 의사이다.
1886년 프랑스 파리에서 아버지인 루이 발레리라도와 어머니인 마리 루이즈 파스퇴르 사이에서 외아들로 태어났다. 즉 루이 파스퇴르의 외손자이다. 그는 편집자로 활동하였다. 1970년 10월 9일 프랑스 파리에 지병으로 숨졌다. 유족은 아내와 3남 중 맏아들인 루이 파스퇴르 발레리라도 주니어, 장손자인 루이 파스퇴르 발레리라도 3세가 있다.